# Az emberkereskedő
Az emberkereskedő (eredeti cím: The Scout) 1994-ben bemutatott amerikai filmvígjáték, melyet Michael Ritchie rendezett. A film operatőre Kovács László volt. A főbb szerepekben Albert Brooks és Brendan Fraser látható, több világhírű baseballjátékos is önmagát alakítja.

## Cselekmény
Al Percolo (Brooks) tehetséges fiatal baseballjátékosokat keres és ad el nagy csapatoknak. Egy ballépését követően főnöke egy isten háta mögötti mexikói városkába száműzi, itt találkozik a zseniális ütő- és dobójátékossal, Steve Nebraskával (Fraser). A fiút visszaviszi az államokba és bemutatót rendez a nagy csapatok játékosvadászai számára. A fiúért kapkodni kezdenek a csapatvezetők, végül a Yankees vásárolja meg rekordösszegért. A fiút megpróbálják szabályok közé szorítani, amit nehezen tűr, ráadásul egy pszichológiai vizsgálaton is át kell esnie, mielőtt élesben pályára léphetne. Al találomra választ ki egy pszichiátert a telefonkönyvből, aki megállapítja, hogy Nebraska lelkileg és idegileg nincs felkészülve a játékra, meggyötört gyermekkora miatt. Al meggyőzi a doktornőt, hogy adjon pozitív visszajelzést a fiú idegállapotáról, cserébe Nebraska részt vesz majd a pszichoterápián. A nagy meccs előtt Nebraska bepánikol, és a stadion tetejére mászik, ahonnan Al próbálja meg leimádkozni. Végül sikerül meggyőznie a fiút, aki visszanyeri önbizalmát és hatalmas bravúrral győzelemre vezeti a Yankeest a döntőben.

## Szereplők
| Színész              | Szerep          | Magyar hang          |
| -------------------- | --------------- | -------------------- |
| Albert Brooks        | Al Percolo      | Reviczky Gábor       |
| Brendan Fraser       | Steve Nebraska  | Reisenbüchler Sándor |
| Dianne Wiest         | Doctor H. Aaron | Tímár Éva            |
| Anne Twomey          | Jennifer        |                      |
| Lane Smith           | Ron Wilson      |                      |
| Michael Rapaport     | Tommy Lacy      |                      |
| Barry Shabaka Henley | McDermott       |                      |
| J. K. Simmons        | segédedző       |                      |
| John Capodice        | Caruso          |                      |
| Art Garfield         | Stan            |                      |